# I koncert fortepianowy Czajkowskiego
Koncert fortepianowy b-moll op. 23 Piotra Czajkowskiego – utwór napisany między listopadem 1874 a lutym 1875. Jedna z najpopularniejszych kompozycji Czajkowskiego oraz jeden z najbardziej znanych koncertów fortepianowych na świecie. Dedykowany dyrygentowi i pianiście Hansowi von Bülow.

## Historia
Czajkowski początkowo dedykował utwór swojemu przyjacielowi Nikołajowi Rubinsteinowi (pianiście i kompozytorowi, młodszemu bratu Antona Rubinsteina). On też miał być jego pierwszym wykonawcą. Kompozytor przedstawił efekty swojej pracy w Wigilię 1874 w Konserwatorium Moskiewskim. Rubinsteinowi koncert się nie spodobał, nazwał go m.in. banalnym. Zaproponował Czajkowskiemu poprawienie kompozycji zgodnie z jego radami, na co jednak Piotr Iljicz nie przystał. W grudniu 1874 roku Czajkowski zaaranżował swój koncert na dwa fortepiany (drugi fortepian imitował partię orkiestrową).
Prawykonanie koncertu miało miejsce 25 października 1875 w Bostonie. Orkiestrą kierował Benjamin Johnson Lang, solistą był Hans von Bülow, któremu też ostatecznie został dedykowany utwór. Bülow był wielbicielem muzyki Czajkowskiego, natomiast kompozytor docenił jego intelekt oraz umiejętności wykonawcze. Podczas tego wykonania kompozycji na widowni znalazł się m.in. kompozytor George Whitefield Chadwick, któremu koncert nie spodobał się za bardzo. Benjamin Johnson Lang 20 lutego 1885 ponownie wykonał utwór, ale tym razem jako solista a towarzyszyła mu Bostońska Orkiestra Symfoniczna pod dyrekcją Leopolda Damroscha.
Rosyjska premiera koncertu miała miejsce 13 listopada 1875 w Petersburgu. Przy fortepianie zasiadł Rosjanin Gustaw Kross a przy pulpicie dyrygenckim stanął Czech Eduard Nápravník. Utwór został przez kompozytora zmieniony w lecie 1879 i ponownie w grudniu 1888.

## Instrumentacja
Utwór przeznaczony jest do wykonywania przez orkiestrę symfoniczną oraz fortepian wykonujący partię solową. Skład orkiestry (według kolejności zapisywania w partyturze):
- 2 flety poprzeczne
- 2 oboje
- 2 klarnety b
- 2 fagoty
- 2 waltornie (rogi)
- 2 trąbki
- 3 puzony
  - 2 puzony tenorowe
  - 1 puzon basowy
- kotły
- kwintet smyczkowy
  - 2 skrzypiec
    - I skrzypce
    - II skrzypce

  - altówki
  - wiolonczele
  - kontrabasy

## Forma

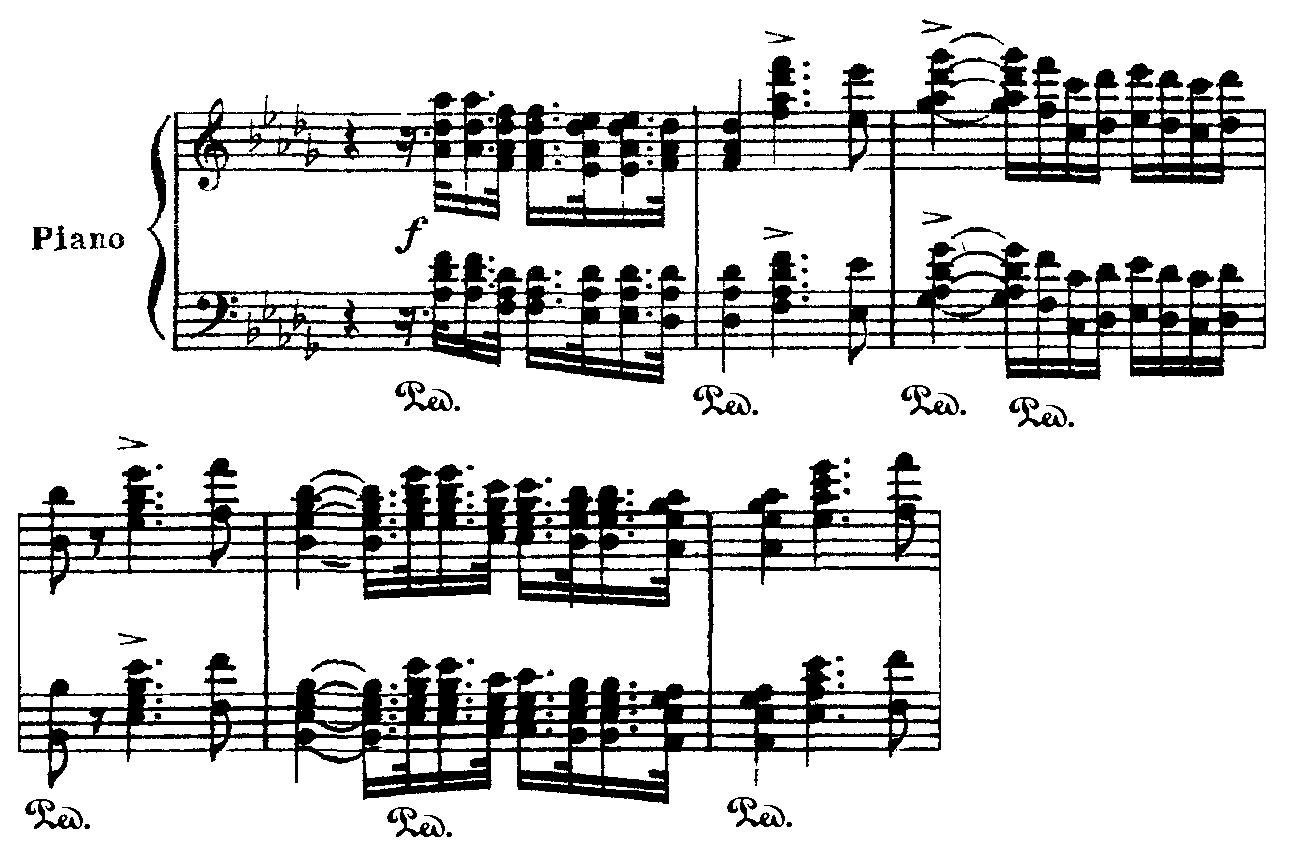
Pierwsze 6 taktów tematu wstępu granego przez fortepian.

Kompozycja ma budowę tradycyjnego koncertu na orkiestrę i instrument solowy, tj. składa się z 3 części:
- Cz. I Allegro non troppo e molto maestoso – Allegro con spirito (w tonacji b-moll przechodzącej do B-dur) 
  - Cz. I napisana jest w formie allegra sonatowego, a jej temat główny (występujący w utworze tylko 3 razy) jest melodią jaką kompozytor usłyszał w małej ukraińskiej miejscowości niedaleko Kijowa (grana ona była podobno przez niewidomego żebraka),
- Cz. II Andantino semplice – Prestissimo (w tonacji Des-dur),
- Cz. III Allegro con fuoco (w tonacji b-moll przechodzącej do B-dur).